# Riksdagen 1921
Riksdagen 1921 ägde rum i Stockholm.
Riksdagens kamrar sammanträdde i riksdagshuset den 10 januari 1921. Riksdagsarbetet inleddes ceremoniellt genom riksdagens högtidliga öppnande i rikssalen på Stockholms slott. Riksdagen avslutades den 21 juni 1921.